# Караагыр
Караагыр (устар. Кара-Узек) — река в России, протекает по Онгудайскому району Республики Алтай. Устье реки находится в 27 км от устья реки Ини по правому берегу. Длина реки составляет 10 км.

## Данные водного реестра
По данным государственного водного реестра России относится к Верхнеобскому бассейновому округу, водохозяйственный участок реки — Катунь, речной подбассейн реки — Бия и Катунь. Речной бассейн реки — (Верхняя) Обь до впадения Иртыша.